# 馬康加區
14°54′11″S 33°36′58″E / 14.903°S 33.616°E

馬康加區（葡萄牙語：Macanga），是莫桑比克的行政區，位於該國西北部，由太特省負責管轄，首府設於富蘭孔戈，面積6,999平方公里，2007年人口112,551，人口密度每平方公里16人。